# Barbaggio
Barbaggio (in corso Barbaghju) è un comune francese di 225 abitanti situato nel dipartimento dell'Alta Corsica nella regione della Corsica.

## Società

### Evoluzione demografica
Abitanti censiti